# Фінал Кубка Іспанії з футболу 1965
Фінал Кубка Іспанії з футболу 1965 — футбольний матч, що відбувся 4 липня 1965 року. У ньому визначився 63-й переможець кубка Іспанії.

## Шлях до фіналу
| Атлетіко      | Атлетіко  | Атлетіко                 | Раунд       | Сарагоса          | Сарагоса  | Сарагоса                 |
| ------------- | --------- | ------------------------ | ----------- | ----------------- | --------- | ------------------------ |
| Суперник      | Результат | Матчі                    |             | Суперник          | Результат | Матчі                    |
| Онтеньєнте    | 6–1       | 1–0 на виїзді; 5–1 вдома | 1/16 фіналу | Реал Уніон        | 9–1       | 5–1 вдома; 4–0 на виїзді |
| Реал Мадрид   | 4–1       | 0–1 на виїзді; 4–0 вдома | 1/8 фіналу  | Леванте           | 9–5       | 7–2 вдома; 2–3 на виїзді |
| Валенсія      | 3–0       | 1–0 на виїзді; 2–0 вдома | 1/4 фіналу  | Барселона         | 7–4       | 6–3 вдома; 1–0 на виїзді |
| Реал Сосьєдад | 11–4      | 8–1 вдома; 3–3 на виїзді | 1/2 фіналу  | Атлетік (Більбао) | 7–2       | 5–0 вдома; 2–2 на виїзді |

## Подробиці
| 4 липня 1965 |

| Атлетіко (Мадрид) | 1:0      | Реал Сарагоса |
| ----------------- | -------- | ------------- |
| Кардона 65'       | Протокол |               |

| Сантьяго Бернабеу, Мадрид Глядачів: 90 000 Арбітр: Гаспар Пінтадо |

|  |  |

| В            |  | Едгардо Мадінабейтія  |
| З            |  | Ісакіо Кальєха        |
| З            |  | Хорхе Гріффа          |
| З            |  | Фелісьяно Рівілья     |
| ПЗ           |  | Хесус Гларія          |
| ПЗ           |  | Мануель Руїс Соса     |
| Н            |  | Енріке Кольяр (к)     |
| Н            |  | Аделардо Родрігес     |
| Н            |  | Жоржі Алберту Мендоса |
| Н            |  | Хосе Кардона          |
| Н            |  | Хосе Уфарте           |
| Тренер:      |  |                       |
| Отто Бумбель |  |                       |

| В           |  | Енріке Ярса (к)         |
| З           |  | Северіно Рейха          |
| З           |  | Франсіско Сантамарія    |
| З           |  | Хуан Суб'яурре          |
| ПЗ          |  | Хосе Луїс Віолета       |
| ПЗ          |  | Едуардо Бібіано Ендеріс |
| Н           |  | Карлос Лапетра          |
| Н           |  | Хуан Мануель Вілья      |
| Н           |  | Марселіно Мартінес      |
| Н           |  | Елеутеріо Сантос        |
| Н           |  | Канаріо                 |
| Тренер:     |  |                         |
| Роке Ольсен |  |                         |